# Sylvan (Altenbuch)
Sylvan ist ein Gemeindeteil der Gemeinde Altenbuch im unterfränkischen Landkreis Miltenberg in Bayern.

## Geographie
Das Forsthaus liegt auf der Gemarkung Altenbucher Forst am Südhang der Eichhöhe (456 m ü. NHN). Bei der Volkszählung 1987 wurde ein unbewohntes Gebäude mit Wohnraum festgestellt. Bis zur Bildung der Gemeinde Altenbuch im Jahr 1938, gehörte Sylvan zur Gemeinde Unteraltenbuch. 1950 wird der Ort als Gemeindeteil von Altenbuch gelistet, als Einöde auf gemeindefreiem Gebiet.